# Quercus ludoviciana
Quercus ludoviciana är en bokväxtart som beskrevs av Charles Sprague Sargent. Quercus ludoviciana ingår i släktet ekar, och familjen bokväxter. Inga underarter finns listade.